# Toxina PhTx3
Phoneutria nigriventer toxina-3, mais conhecida como PhTx3, é uma neurotoxina bloqueadora dos canais de cálcio, com acção de largo espectro, que inibe a libertação de glutamato e a absorção de iões de cálcio e de glutamato nos sinaptossomas. Apenas se conhece a sua ocorrência natural no veneno das aranhas da espécie Phoneutria nigriventer, a aranha-bananeira brasileira.